# Maximiliane Hiserle von Chodau

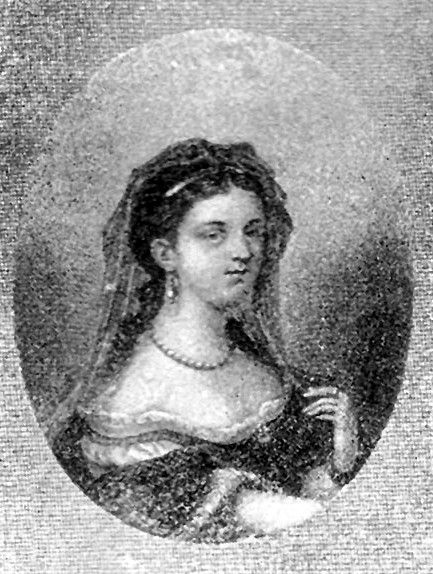
Gräfin Esterle

Anna Aloysia Maximiliane Louise, geborene Gräfin von Lamberg, geschiedene Hiserle (Esterle) von Chodau, verehelichte von Oppersdorf, (* um 1676/77; † 28. Juni 1738 in Breslau) war von 1696 bis 1699 die Geliebte des sächsischen Kurfürsten August des Starken, König von Polen und Großfürst von Litauen und danach des Prinzen Alexander Benedikt Sobieski und fand als Gräfin Esterle Eingang in die Literatur.

## Herkunft und Angehörige
Anna Aloisia Maximiliane von Lamberg war eine Tochter des Friedrich Graf von Lamberg, Freiherr von Ortenegg und Ottenstein (1648–1686), und dessen erster Ehefrau Marie Franziska Theresia Gräfin Hiserle von Chodau († 1684). Ihr Großvater war Johann Maximilian von Lamberg.
Sie war um 1695 kurzfristig verheiratet mit dem aus dem böhmischen Uradelsgeschlecht ihrer Mutter stammenden kaiserlichen Kämmerer Franz Michael Graf Hiserle von Chodau. Im Jahr 1697 wurde sie geschieden und vermählte sich erneut am 1. November 1698 mit dem K.k. Kämmerer und Geheimrat Gustav Hannibal von Oppersdorff, Freiherr von Aich und Friedstein, († 29. Dezember 1744 in Adlerkosteletz). Anna Aloisia Maximiliane gebar ihrem zweiten Ehemann Gustav Hannibal von Oppersdorff, Freiherr von Aich und Friedstein 1698 einen Sohn, welcher das Jugendalter nicht erreichte und dessen leiblicher Vater der sächsische Kurfürst August der Starke sein soll.

## Leben mit August dem Starken
Der sächsische Kurfürst August der Starke lernte Gräfin Esterle im August 1696 am Wiener Hof des Kaisers Leopold I. bei einem Hofball kennen. Die Gräfin soll groß, blond, lebenslustig und charmant gewesen sein. Ihr genaues Geburtsdatum ist nicht überliefert. Nach einem Geschenk von 40.000 Gulden erhörte sie das Werben des sächsischen Kurfürsten. Der Ehemann der Gräfin Esterle, ein kaiserlich königlicher Kammerherrn und Geheimrat, soll von Kurfürst August dem Starken eine Jahresrente von 20.000 Gulden erhalten und sich in einem Vertrag verpflichtet haben, auf seine ehelichen Rechte zu verzichten, aber vom Kurfürsten gezeugte Kinder als seine eigenen Kinder unter seinem Namen anzuerkennen.
Sowohl die Ehefrau des Kurfürsten, Christiane Eberhardine von Brandenburg-Bayreuth, als auch seine damalige Mätresse Aurora von Königsmarck lagen im Oktober 1696 im Wochenbett und hatten Söhne des Kurfürsten geboren. Dennoch verschob er die Rückreise nach Dresden. Im Dezember kehrte er zusammen mit der neuen Geliebten in seine Residenz zurück. Dort stellte er Gräfin Esterle seiner Ehefrau und seiner Mutter vor. Deren Empfang war frostig; sie wurde von beiden Frauen abgelehnt und reagierte mit Hochmut und provokativer Wiener Eleganz. Charakterlich galt Gräfin Esterle als berechnend, stets auf ihren Vorteil bedacht und war – soweit das zu beurteilen ist – die teuerste Mätresse, die August der Starke je hatte.

## Leben als Mätresse
Die Dienstpflichten einer Mätresse waren zu jener Zeit ein Hofamt mit eigenem Einkommen und Privilegien. Anders als Aurora von Königsmarck verstand es Gräfin Esterle nicht, die Zuneigung der Mutter des Kurfürsten und die Akzeptanz der Hofgesellschaft in Dresden zu erreichen. Als sich Friedrich August I. um die polnische Königskrone bewarb, bestärkte sie ihn darin. Im Juli 1697 betrat er erstmals polnischen Boden; Gräfin Esterle war stets an seiner Seite. Am 15. September 1697 ließ sich der Kurfürst von Sachsen in Krakau zum polnischen König krönen und stellte seine Mätresse als die Frau zur Linken am polnischen Hofe vor. Sie blieb die Favoritin bis 1699, denn polnische Adelige bemühten sich, dem König eine Polin als Geliebte zuzuspielen. Die Wahl fiel auf Katharina von Altenbockum, verheiratete Lubomirski. Nach Anschuldigungen über Affären mit mehreren Höflingen wurde Gräfin Esterle vom polnischen Königshof als unerwünschte Person verwiesen und musste das Land innerhalb von 24 Stunden verlassen.
Später lebte Gräfin Esterle, verheiratete von Oppersdorff in Breslau und war die Geliebte des polnischen Prinzen Alexander Benedikt Sobieski. 1725 ließ sie in Breslau das Oppersdorff-Palais als Geldanlage und Wohnsitz errichten.